# Conus moluccensis
El Conus moluccensis es una especie de caracol de mar, un molusco gasterópodo marino en la familia Conidae, los caracoles cono y sus aliados.
Al igual que todas las especies dentro del género Conus, estos caracoles son depredadores y venenosos.

## Subespecies
- Conus moluccensis moluccensis Küster, 1838
- Conus moluccensis vappereaui Monteiro, 2009[3][4]
- Conus moluccensis marielae Rehder & Wilson, 1975, estado = aceptado.

Esta no es una subespecie, sino que es una especie distinta: Conus marielae Rehder & Wilson, 1975.

## Descripción
El tamaño de la concha de un adulto varía entre 30 mm y 60 mm. La concha es coronada de color blanco amarillento, jaspeada y manchada de castaño, con diminutas líneas envueltas de gránulos, que son a menudo un poco articuladas de color rojo-marrón y blanco.

## Distribución
Esta especie se encuentra en el océano Índico a lo largo de la cuenca de Islas Mascareñas.